# Creu de la Sala (Sant Mateu de Bages)
La Creu de la Sala és una creu de terme de Sant Mateu de Bages (Bages) situada en una cruïlla de camins al nord de La Sala.
És una creu de terme que separa els bisbats de Vic i de Solsona, així com les parròquies de Sant Mateu de Bages i Coaner. Està emplaçada a la carena de la serra de la Sala, uns 900 m al nord-oest del casal de La Sala. Consta d'un pedestal de pedra de planta més o menys triangular sobre el qual es conserva la base de la creu, molt prima. La creu es troba estesa a terra, al costat del pedestal i trencada en diversos fragments. Es tracta d'una creu molt prima, de secció rectangular. El pedestal té una inscripció en cadascuna de les tres cares: SANT MATEU / COANER / 1900. La creu també té inscripcions en cadascuna de les seves dues cares: CREU DE[L BISBA]T DE SOLSONA (amb l'anagrama de la Mare de Déu). BISBAT [DE VIC?] (amb el símbol dels tres claus de Crist).
Segons la inscripció del pedestal, es tractaria d'una creu col·locada en aquest lloc l'any 1900. No es pot descartar, però, que anteriorment hi hagués alguna altra creu en aquest indret.